# Bácsalmás
Bácsalmás (kroatiska: Aljmaš eller Bačaljmaš, tyska: Almasch, serbiska: Аљмаш) är en stad och kommun i distriktet Bácsalmás i provinsen Bács-Kiskun i södra Ungern. Den ligger nära gränsen mot provinsen Vojvodina i Serbien. Kommunen har 6 042 invånare (2024), på en yta av 108,29 km².